# Théâtre de verdure de Namur
 (janvier 2022).
Si vous disposez d'ouvrages ou d'articles de référence ou si vous connaissez des sites web de qualité traitant du thème abordé ici, merci de compléter l'article en donnant les références utiles à sa vérifiabilité et en les liant à la section « Notes et références ».
Le Théâtre de Verdure de Namur est un théâtre de verdure situé à Namur (Belgique).

## Historique
Le Théâtre de Verdure a été érigé par l’architecte Georges Hobé en 1908. À l’origine, il accueillait des opéras, des concerts de la danse, des spectacles de variétés. Le festival Verdur Rock s'y déroule depuis 1985. Il devrait, à l’avenir, retrouver sa vocation à la fois touristique et culturelle.  Lieu de distraction, il est aussi un espace d’échanges et de réunions où se croisent comédiens, chanteurs, musiciens, visiteurs…

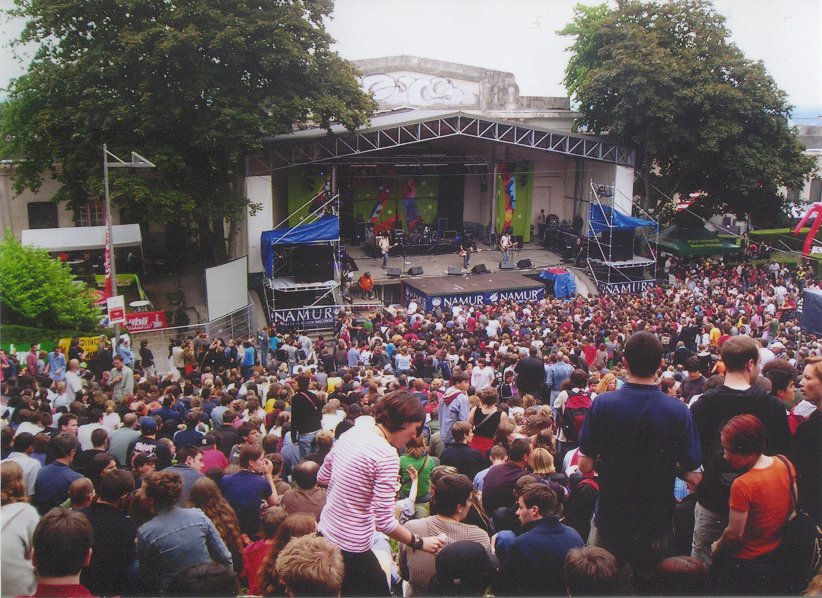
Vue à partir du dessus des gradins lors du festival Verdur Rock

## Classement
Le stade des jeux (hors esplanade) et le théâtre en plein air de la citadelle de Namur sont classés comme monument le 8 janvier 2016 et repris sur la liste du patrimoine immobilier exceptionnel de la Wallonie depuis 2016.